# ساختمان حاکم نشین کاسه کران
بقایای ساختمان حاکم‌نشین کاسه کران مربوط به دوره اشکانیان است و در شهرستان گیلانغرب، بخش مرکزی، دهستان چله، ۱۰۰۰ متری شرق روستای کاسه کران واقع شده و این اثر در تاریخ ۱۸ اسفند ۱۳۸۷ با شمارهٔ ثبت ۲۴۹۲۶ به‌عنوان یکی از آثار ملی ایران به ثبت رسیده است.